# Максим Крепо
Макси́м Крепо́ (фр. Maxime Crépeau, нар. 5 листопада 1994, Лонгьой) — канадський футболіст, воротар клубу «Монреаль Імпакт» та національної збірної Канади.

## Клубна кар'єра
Народився 5 листопада 1994 року в місті Лонгьой, Квебек Вихованець «Селтікс дю От-Рішельє». 2010 року вступив у футбольну академію «Монреаль Імпакт». Після трьох сезонів з командою U-21 підписав контракт терміном на чотири роки з основною командою. 
Не зігравши жодного матчу в чемпіонаті 2015 року, Крепо був відданий в оренду в клуб USL «Монреаль». Дебют за нову команду відбувся 2 травня 2015 року в матчі проти «Рочестер Райнос». Крепо встиг провести два сезони за «Монреаль», перш ніж клуб припинив свою діяльність після сезону 2016 року.
Перед сезоном 2017 року Крепо повернувся в рідний клуб, де став другим воротарем після американця Евана Буша. У травні 2017 року Крепо дебютував за «Монреаль Імпакт» в першому матчі Чемпіонату Канади 2017 року проти «Ванкувер Вайткепс». Всього на тому турнірі Крепо зіграв усі чотири матчі і став з командою фіналістом турніру.

## Виступи за збірні
2011 року дебютував у складі юнацької збірної Канади і брав участь у чемпіонаті КОНКАКАФ серед юнацьких команд 2011 року та чемпіонаті світу серед юнацьких команд 2011 року. Всього взяв участь у 6 іграх на юнацькому рівні.
З 2013 року залучався до складу молодіжної збірної Канади, разом з якою брав участь у чемпіонаті КОНКАКАФ серед молодіжних команд 2013 року. На молодіжному рівні зіграв в 11 офіційних матчах, пропустив 2 голи.
2 лютого 2016 року дебютував в офіційних іграх у складі національної збірної Канади в матчі проти США. 
У складі збірної був учасником розіграшу Золотого кубка КОНКАКАФ 2017 року у США.
Наразі провів у формі головної команди країни 2 матчі, пропустивши 3 голи.

## Досягнення
«Монреаль Імпакт»
- Чемпіон Канади (2): 2013, 2014
- Фіналіст чемпіонату Канади (2): 2015, 2017
- Срібний призер Ліги чемпіонів КОНКАКАФ (1): 2014/15